# Most na Žepi
Most na Žepi je most u mjestu Žepa pokraj Rogatice, u Bosni i Hercegovini. Ivo Andrić napisao je 
istoimenu priču o stvaralačkim strijepnjama graditelja.

## Povijest
Pretpostavlja se da je Most na Žepi nastao neposredno nakon gradnje Mosta Mehmed-paše Sokolovića u Višegradu. Sagradio ga je učenik Mimara Sinana, graditelja mosta u Višegradu. Prema Komisiji za očuvanje nacionalnih spomenika Bosne i Hercegovine u starijim zapisima i putopisima nema nikakvih podataka o graditelju i vremenu izgradnje  Mosta na rijeci Žepi, niti je na mostu ostao sačuvan tekst sa tarihom koji bi mogao dati precizne informacije o vremenu i graditelju ovog objekta. "Kao i za većinu građevina sa ovih prostora, u narodu su ostale sačuvane mnoge legende i predanja. Jedna od legendi navodi da je graditelj mosta bio jedan od učenika Mimara Sinana, graditelja mosta u Višegradu, koji je htio da svojim djelom nadmaši rad svog učitelja... Bilo bi dakle sasvim moguće i vjerojatno da je utemeljitelj i ovog mosta bio Mehmed-paša Sokolović i sasvim je realno njegovo datiranje u zadnju četvrtinu 16. stoljeća", stoji u mišljenju Komisije o ovom mostu.
Most je jednolučni, raspon luka 10,20 m, visine 6,50 m. Debljina svoda mosta iznosi 75 cm. Po ovome je skoro istovjetan prvom svodu Višegradskog mosta, smještenim uz lijevu obalu. Dužina mosta iznosi 21,60 m, ukupna širina 3,95 m, od čega na samu stazu otpada 3,40 m i na ogradu 2 puta po 20 cm. Svod i čeoni lukovi mosta konstruirani su od klesanaca sedre različitih dimenzija. Čeoni zidovi mosta rađeni su od pravilnih kvadera vapnenca dimenzija od 15 x 20 pa do 50 x 140 cm.
Most na ušću rijeke Žepe stajao je desetljećima izvan upotrebe. Daleko od naseljenih mjesta i prometnih tokova, on je zahvaljujući načinu gradnje, odolijevao zubu vremena. Sve do 1966. godine, nalazio se na ušću rijeke Žepe, lijevoj pritoci rijeke Drine, gdje je dno korita rijeke Žepe bilo na koti 268,60 m. Izgradnja hidroelektrane Bajina Bašta dovela je do izmještanja mosta na teren koji neće biti poplavljen. U ljeto 1966. godine počela je demontaža mosta i izvlačenja materijala na novu lokaciju, zatim potpuna rekonstrukcija. Tada je demontiran i rekonstruiran na drugoj lokaciji. Njegova nova lokacija se nalazi cca 500 m od naselja Žepa, nedaleko od objekta Redžep-pašine kule, na mjestu koje se zove Spahin hrid. Godine 1968. godine most je ponovo pušten u promet. Most nije doživio oštećenja tijekom rata u Bosni i Hercegovini.
Zbog svih karakteristika ovog dobra, Komisija za očuvanje nacionalnih spomenika Bosne i Hercegovine je 2005. godine, donijela odluku o proglašenju Mosta na Žepi nacionalnim spomenikom Bosne i Hercegovine.

## Vanjske povezice
|  | Zajednički poslužitelj ima još gradiva o temi Most na Žepi |

- Most na Žepi, analiza djela[neaktivna poveznica]